# Opsada Beograda 1456.
Opsada Beograda 1456. (mađ. Nándorfehérvári diadal, tur. Belgrad kuşatması) je drugi veliki napad Turaka na Beograd, a dogodio se između 4. i 22. srpnja. Nakon pada Carigrada, glavni protivnik Osmanlija na zapadu bila je kraljevina Ugarska. Sultan Mehmed II. pokrenuo je veliku vojsku s ciljem osvajanja Smedereva, prijestolnice srpskog despota Đurđa Brankovića, i Beograda, najznačajnijeg ugarskog uporišta na južnoj granici.
Veliku tursku silu nisu dočekale ujedinjene kršćanske snage čemu su se mnogi nadali. Čak ni u samoj Ugarskoj nije postignut dogovor o jedinstvenom djelovanju. Vojsku koja je branila beogradsku utvrdu činili su odredi koje je okupio Ivan Hunjadi i nešto trupa koje je poslao despot Đurađ, kao i odredi slabo naoružanih križara.
Značajan događaj tijekom opsade je razbijanje turske flote na Dunavu 14. srpnja 1456. godine. Uvidjevši da ne mogu odsjeći grad od rijeka, a samim tim i od Ugarske, Turci su se odlučili na žestok juriš koji je izveden 21. srpnja. Uz velike napore opkoljeni su se obranili, a sutradan je uslijedilo tursko povlačenje. Podnevna zvona, po nalogu pape Kalista III., proslavljaju ovaj događaj sve do današnjih dana.

## Ugarska od 1440. do 1456.
Smrću Vladislava I. Jagelonca, 1444. godine, Ugarska je ostala bez vladara. Državom je upravljalo vijeće koje je izvršnu vlast povjerilo sedmorici kapetana. Potvrđen je izbor Ladislava V. za kralja, a odlučeno je da se do njegovih osamnaest godina vlast povjeri jednom od guvernera. Ova dužnost dodijeljena je Ivanu Hunjadiju 1446. godine. Hunjadi se aktivno borio protiv Turaka. Ipak, 18. listopada 1448. njegove snage su poražene na Kosovu polju. Ovom prilikom Hunjadi je zarobljen, ali je uspio pobjeći, da bi potom ponovno pao u zarobljeništvo srpskog despota Đurađa Brankovića. Odnosi među njima su se poboljšali tek 1451., kada su despotu vraćena neka imanja u Ugarskoj, ali će oni ostati složeni i u sljedećem razdoblju. Za vrijeme Hunjadijevog odsustva ponovno je postalo aktualno pitanje izbora vladara. Godine 1452., car Svetog Rimskog Carstva Fridrik III. se pod pritiskom pobune staleža u Beču morao odreći skrbništva nad Ladislavom i dozvoliti mu povratak u Ugarsku. Za novog skrbnika dvanaestogodišnjeg Ladislava izabran je Ulrich Celjski. Kao naknadu za ovaj položaj Hunjadi je dobio neke posjede, imenovan je za nasljednog bistričkog župana i za zapovjednika (kapetana) ugarske vojske. Poslije povratka kralja u Ugarsku, položaj guvernera je ukinut jer su Hunjadijevi protivnici smatrali to nepotrebnim.

## Osmansko Carstvo od 1441. do 1456.
Nakon smrti Murata II. na Osmanovo prijestolje dolazi Mehmed II., kasnije nazvan Osvajač. Već u prvim godinama vladavine 1453. godine postigao je veliki uspjeh. Osvojen je Carigrad, prijestolnica bizantskih careva i centar istočnog kršćanstva. Ova pobjeda ojačala je ratoborno krilo među otomanskim velikodostojnicima koje je podržavalo Mehmeda. On je u srpnju 1453. uklonio velikog vezira Džandarli Halila, koji se često zalagao za kompromis s kršćanskim silama.
Osnovna preokupacija turskog sulatana bio je Balkan. Za sultana je bilo značajno osigurati prevlast na Dunavu. U takvim okolnostima neizbježno je morao doći u sukob s Ugarskom. Pohod 1454. bio je neuspješan. Sljedeće godine zauzeo je Novo Brdo, važnu i bogatu rudarsku oblast. Vlaška je mirovala, a vojvoda od Moldavije prihvatio je u listopadu 1455. plaćati danak kako bi osigurao mir i slobodnu trgovinu za svoje podanike u Akermanu. Sultan je mogao mirno organizirati pohod na Ugarsku koju su razarali unutarnji sukobi.

## Pripreme za križarski pohod i nesuglasnost kršćana
U ovom razdoblju u Ugarskoj, kao i na zapadu, pravljeni su planovi za križarski pohod protiv Osmanlija. U veljači 1456. u Budimu je održan sabor ugarskih velikaša na kome se raspravljalo o obrani južne granice i opremanju vojske. Tom prilikom odlučno su istupila dva crkvena dostojanstvenika. Prvi je bio Ivan Kapistran, koji je s Hunjadijem boravio u Južnoj Ugarskoj, gdje je zagovarao neophodnost rata protiv Turaka. Njega je papa i službeno imenovao za križarskog propovjednika. Drugi je bio Juan Carvajal. On je na saboru odlučno istupio ističući da se u Italiji obavljaju velikosežne pripreme. Sabor je završen u travnju bez značajnijih zaključaka.
U Italiji su zaista pravljeni veliki planovi. Rimski papa Kalist III. gradio je flotu na Tiberu, a pomoć je obećao i Alfons Aragonski kao i Mleci, Genova, Firenza, Modena, Bologna, burgundski vojvoda i portugalski kralj. Računalo se na vojske cara Svetog Rimskog Carstva i ugarskog kralja. Ipak, kršćanski svijet nije bio jedinstven, mnogi europski vladari nisu podržali pohod, (francuski kralj Karlo VII. se držao po strani, a u Engleskoj je počinjao dinastički sukob kasnije nazvan Rat ruža).

## Pripreme za borbu

### Prikupljanje kršćanske vojske
Pošto podrška dvora i plemića nije bila osigurana, moralo se mobilizirati veliki broj fanatičnih vjernika. Propovijedanje križarskog rata, koji je objavljen još u veljači 1456., dobilo je na važnosti. Glavni propovjednik bio je franjevac Kapistran. Odziv siromašnih bio je masovan. Bilo je tu ljudi raznih zanimanja ili bez zanimanja, studenata i avanturista svih vrsta. Grupe križara stizale su sa svih strana, preko Budima u Petrovaradin, u kome je bilo središnje mjesto okupljanja.
I pored svih neuspjeha, neumorni Hunjadi je ulagao goleme napore kako bi okupio vojsku. 12. lipnja pisao je u Erdelj i tražio pomoć, prije svega konjicu. 22. lipnja pisao je zajednici sedam saksonskih stolica, ali pomoć nije došla. Ponovno piše u Erdelj 3. srpnja, ali vremena više nije bilo, jer su se Turci približili Dunavu. Iako sa slabijim snagama, Hunjadi se u lipnju uputio u susret Turcima.

### Turske pripreme
Turske pripreme počele su još u zimu 1456. godine. Na ravnici između Istanbula i Jedrena skupila se brojna vojska. Sultan je tražio pomoć od svojih vazala: od bosanskog kralja tražio je 10.000 ljudi, od hercega Stjepana Vukčića 8.000, a od vojvode Petra I. Pavlovića 4.000 i odgovarajuću količinu namirnica od svakog od njih. Oni su odbili poslati ovu pomoć, ističući kako će plaćati samo redovan danak. Ali i bez njih turska sila je bila ogromna. Sakupljana je vojska iz svih provincija. Vojsku je predvodio osobno Mehmed II., a uz njega su bile najznačajnije vojskovođe; među njima i rumelijski beglerbeg Karadža i zapovjednik janičara Hasan. U turskoj vojsci bilo je i stranaca iz Perzije, s posjeda egipatskog sultana, Tatara, također i stručnjaka za lijevanje topova iz Italije i Njemačke. O brojnosti ove vojske ne postoje pouzdani podaci. Čak i očevidac Tagliacozzo, Kapistranov pratilac, u različitim trenucima iznosi različite podatke. Prvi put govori o 100.000, a drugi put o 160.000 vojnika. Po riječima salburškog tajnika Bernarda Krojburškog turska vojska nikada nije imala preko 100.000 ljudi, pa se ova brojka može uzeti za gornju granicu.
Pored vojske pripremljeno je topništvo i flota. Neki topovi su, zbog lakšeg transporta, lijevani usput u Skoplju i vjerojatno u Kruševcu. Po Kapistranovim riječima, oko Beograda je bilo 300 turskih topova različite veličine. Topovi su izrađivani čak i od metala od kojih su bile izrađene carigradske dragocjenosti, figure konja, crkvena zvona i križevi na crkvama. Osim topova Turci su koristili i razne druge opsadne sprave. Građena je brojna flota. Brodovi su građeni na Moravi (oko 100), a vjerojatno su neke lađe došle uz Dunav iz Crnog mora. Po podacima suvremenika broj brodova se kretao od 200 do nekoliko desetina.
Mnogo napora iziskivala je i opskrba ovako brojne vojske. Namirnice su dovlačene sa svih strana, kopnom i vodom, ali ni svi napori nisu mogli da osigurati urednu opskrbu. Već sredinom srpnja znalo se da vlada nestašica u turskom taboru i u ljudskoj i u stočnoj hrani. Tursku opskrbu ometala je i činjenica što su se Srbi držali neprijateljski, te napadali i pljačkali turske transporte.

### Kršćanska vojska
Ne zna se kolika je bila posada beogradskog utvrđenja. Glavni zapovjednik grada bio je Mihailo Silađi, Hunjadijev rođak i suradnik. Podrška plemstva je izostala. Štoviše, tursko nadiranje ka Dunavu izazvalo je paniku, te su mnogi plemići, a i sam kralj, pobjegli na zapad. Beogradu je u pomoć pritekao Ivan Hunjadi. On nije uspio prikupiti veliku vojsku. Uz njega su uglavnom bili njegovi stari suborci, prekaljeni borci i izvjestan broj najamnika čije je prikupljanje pomogao i srpski despot čije su snage neposredno prije napada na Beograd odolijele otomanskoj opsadi Smederevskog Grada. Hunjadi je opremio i najveći dio lađa. One će odigrati veoma značajnu ulogu u borbama u kojima su sudjelovali i odredi, najviše konjica, mačvanskog bana Jovana Korođskog kao i Ladislav Kanjini i Sebastijan Rozgonji sa svojim ljudima.
Najviše je bilo križara. Oni su dolazili sa svih strana, najviše iz Ugarske, ali i iz Austrije, Poljske, Češke, Njemačke. Glavni logor križarske vojske bio je kod Zemuna. Ova vojska bila je slabo opremljena. Konjâ gotovo da i nije imala, a prave ratne opreme veoma malo. Hunjadi nije imao dovoljno povjerenja u ovu vojsku, a i sam Kapistran je ulagao velike napore kako bi održao red. Od svih prispjelih križara samo je manji broj sudjelovao u borbama. Prva grupa, koju je predvodio osobno Kapistran, prebačena je na pet lađa u Beograd 2. srpnja. Već 3. srpnja grad je bio potpuno odsječen. Najvjerojatnije je u borbama u gradu i oko njega sudjelovalo između 10 i 20 tisuća kršćanskih vojnika. Veliki problem za ovu vojsku bila je opskrba. Ona se nešto popravila tek poslije borbi na Dunavu 14. srpnja.

## Borbe

### Opsada 14. srpnja
U lipnju 1456. ogromna turska vojska se kretala kroz Srbiju ka Dunavu. Đurađ Branković i cijeli srpski narod bili su uznemireni dolaskom turske sile. Baš tada se na nebu pojavila zvijezda repatica koja dosezaše do zemlje. Ondašnji, praznovjerni svijet smatrao je da ova pojava, kasnije nazvana Halleyjev komet, donosi nesreću. Srpski despot slao je sultanu darove kako bi ga umilostivio ali bez uspjeha, pa je turska vojska došla pod Smederevo. Jedan dio turske vojske zaposjeo je Rudnik, a jedan broj konjanika je krenuo protiv Skenderbega. Smederevo je bilo dobro opskrbljivano i utvrđeno. I drugi srpski gradovi bili su spremni za borbu. Turci su napali Smederevo, ali je grad odolijevao. Spaljeno je predgrađe. Na vijest o dolasku Ugara, sultan Mehmed II. se pokolebao. Pošto gubitci nisu bili zanemarivi, odustao je od osvajanja srpske prijestolnice i krenuo ka Beogradu.
Turski pljačkaški odredi još su tijekom lipnja uznemiravali okolinu Beograda. Tom prilikom stradala je i jedna srpska crkva za čiju se obnovu zalagao Silađi, bez sumnje s ciljem zadobivanja Srba u zajedničku borbu.
Hunjadi je bio dobro obaviješten o pokretima i nakanama sultanove vojske. Kanio je presresti turske brodove na Dunavu prije nego što stignu do Beograda. S tim ciljem je otišao u Kovin, ali kada su 3. srpnja turski brodovi naišli, on nije imao dovoljno snage za planiranu akciju. Istog dana turski brodovi su bili pred Beogradom.
Stanovništvo grada bilo je zaprepašteno turskom silom. To nije bio napad nekog lokalnog turskog zapovjednika, već napad goleme vojske koju je predvodio sultan. Kada je u grad 2. srpnja došao odred križara sačekan je burno, uz glazbu i opće veselje. Kapistran je planirao iz Beograda otići Hunjadiju i da zajedno pripremiti pomoć opsjednutom gradu. Silađi je bio protiv Kapistranovog odlaska jer je smatrao da je kasno organizirati nove odrede, te da se treba boriti onim čime se raspolaže. No, Kapistran je ipak otišao 3. srpnja. Hunjadi je pripremao brodove u Slankamenu. Ove napore pomagao je i srpski despot. On je obećao veliku pomoć ako se borba protiv Turaka nastavi i južno od Save i Dunava. U Italiji se proširila vijest da je Hunjadi spreman dogovoriti se sa sultanom, ali je po svoj prilici ovo bila varka kako bi se izvršio pritisak na talijanske dvorove jer su te glasine istovremeno javljale da je sultanu uglavnom stalo do slobodnog prolaza u Italiju.
Turska vojska je prvih dana srpnja zauzela cijelu okolicu Beograda. Na najistaknutijem mjestu postavljen je sultanov šator okružen janjičarima. Na lijevom krilu, duž savske obale bile su raspoređene snage pod zapovjedništvom beglerbega azijskih posjeda, a duž dunavske snage rumelijskog beglerbega Karadže.

### Bitka na rijeci 14. srpnja 1456.
Situacija u opsjednutom Beogradu postajala je sve teža, pa je vanjska akcija bila sve potrebnija. Ugarska flota okupila se do 13. srpnja u Slankamenu. Bio je samo jedan veći brod s topovima i eksplozivnim materijalom. U Slankamenu su također bili iskusni Hunjadijevi borci i odredi križara. Kapistran je propovijedima održavao moral boraca. Da bi akcija bila uspješna, bilo je dogovoreno da beogradski kastelani pripreme male lađe i da, kad borba počne, napadnu Turke.
Nošena riječnim strujama Dunava, flota je krenula k Beogradu. U borbi su na kršćanskoj strani sudjelovali šajkaši, ljudi koji su dobro poznavali Dunav, što će se pokazati izuzetno važnim u potonjim borbama. Kopnom se k Zemunu kretala križarska vojska pod Kapistranovim zapovjedništvom. K Beogradu je išao i Hunjadi sa svojim ljudima. Udružene snage pod Hunjadijem kod Zemuna su vodile prve borbe. Turske lađe bile su raspoređene kod Zemuna i povezane lancima kako bi lakše spriječile proboj borbene crte. Hunjadi je za dan prodora na Dunavu izabrao 14. srpanj. Sve je ovisilo o prvom naletu, i o tomu hoće li se razbiti red turskih galija. Ugarske lađe žestoko su napale. Razbijena je prva turska borbena crta. Brodovi su djelovali jedni na druge topovima i puškama, a kada bi se dovoljno približili, započinjala bi borba prsa u prsa. Za ishod borbe bio je značajan napad šajkaša iz Beograda, s leđa. Hrabrost Srba šajkaša naročito je hvalio Tagliacozzo. Za vrijeme borbi nečijom nepažnjom izbio je požar na najvećoj kršćanskoj lađi. Požar je ugašen, ali je lađa onesposobljena, što je Tagliacozzo naveo kao razlog zbog koga sve turske lađe nisu zarobljene ili uništene.
Poslije razbijanja prvog borbenog reda turskih galija, mali pokretni kršćanski brodovi imali su veće izglede za uspjeh. Turke je uhvatila panika. Neke lađe su pobjegle, druge su zarobljene. Rezultat borbe bio je nekoliko potopljenih galija, nekoliko zarobljenih i više stotina podavljenih Turaka. Kršćani su imali manje žrtava. Glavni rezultat borbe bilo je otvaranje riječnog puta k gradu. Stigla su pojačanja i namirnice. Sutradan, poslije pobjede kod Zemuna, u Beograd su ušli Hunjadi i Kapistran noseći zaplijenjene turske zastave. Po Silađijevoj zapovijedi istaknute su na gradske zidine. Kapistran je ubrzo napustio Beograd. Najviše vremena proveo je s križarima u Zemunu.

### Opsada od 14. do 21. srpnja
Odmah po ulasku u grad Hunjadi je poduzeo sve što je bilo u njegovoj moći kako bi poboljšao obranu. Radilo se na popravku gradskih bedema, opskrbi grada i uvježbavanju križara. Ove poslove zajednički su obavljali Hunjadi i Silađi. Kapistran je u Zemunu uvježbavao i opremao križare.
Poslije poraza na Dunavu, Turci su još više pažnje posvetili napadu s kopna. Bombardiranje je nastavljeno i dovlačen je materijal za zatrpavanje gradskog jarka. Dana 15. srpnja došlo je do manjeg okršaja ispred gradskih zidina. Jedna manja grupa križara, koju je predvodio Farkaš, izašla je iz grada gdje su ih Turci potukli.
Turci su se spremali za napad. Gradske zidine već su popuštale na toliko mjesta, a sve se nije moglo popraviti. Otpočelo je i kopanje podzemnog kanala kako bi se minirali zidovi i omogućio prodor u grad. Zemljom iz ovog kanala zatrpavan je jarak. Hunjadi je 20. srpnja obaviješten o turskom napadu koji je trebao uslijediti.
Tursko bombardiranje je prestalo. Odvijale su se posljednje pripreme za opći napad. Hunjadi je smatrao da je situacija bezizlazna, pa je u noći između 20. i 21. srpnja predložio napuštanje grada. On sam je napustio grad, ali nije zapovjedio povlačenje ugarskih odreda, a i sam je ostao u neposrednoj blizini Beograda odakle je zapovijedao. Noć pred napad, u grad je prebačena grupa od 4.000 križara.

### Napad
Uvečer 21. srpnja počeo je turski napad. Vojsku su obilazili derviši i određivali nagrade za one koji se prvi popnu na zidine i one koji prvi uđu u grad. Uz velike gubitke napadači su se približavali zidinama. Turci su napadali svim sredstvima ali su se i kršćani žestoko borili. U borbu se uključilo svećenstvo. Turci su se probili u Donji grad. Ova grupa je tek poslije žestoke borbe izbačena iz grada. Oko ponoći borba je dostigla vrhunac. Kritični trenutak je nastupio kada je grupa od 600-700 janjičara prodrla u grad. Borbe su vođene kako na bedemima tako i na ulicama. U ovom trenutku i Silađi je posumnjao u mogućnost obrane grada. Turci su jurišali k mostu koji je vodio u Gornji grad. Pošto ovaj most nije bio podignut, na njemu se razvila najžešća borba. O ovoj borbi ovisila je sudbina grada. Janjičari se nisu uspjeli probiti u Gornji grad. Uslijedio je kršćanski protunapad u ranu zoru 22. srpnja. 
Branitelji su bacali baklje na turske vojnike koji su se penjali na gradske zidine. Brzo je buknula vatra i turski prodor je prekinut. Janjičari, koji su bili odsječeni u gradu, su pobijeni. Sinkronizacija kršćanske akcije znatno je doprinijela i njezinoj učinkovitosti. Ona nije mogla biti rezultat pojedinačne inicijative križara. Turci su bili uvjereni da je sve vršeno po Hunjadijevom planu. Turske lađe nisu odigrale značajniju ulogu prilikom ovog napada. Kršćani su gospodarili rijekama. Sultan je zapovijedio spaljivanje neoštećenih brodova kako ne bi pali u neprijateljske ruke. To je i učinjeno ujutro 22. srpnja.

### Borbe 22. srpnja
Hunjadi je 22. srpnja zapovjedio Silađiju da nikoga ne pušta iz grada kako branitelje ne bi uništili Turci na otvorenom polju. Ipak, križare nije bilo moguće zadržati. Oni su izlazili kroz ruševine i probijene zidove. Prvu, malu grupu križara, Turci nisu napali jer im je cilj bio da ih što više izađe. Pošto su njegovi pozivi da se vrate bili uzaludni, Kapistran im se i sam pridružio. Križari su jurišali uz potporu turskih topova koje su okrenuli protiv Turaka. Odmah su počeli pljačkati turske šatore.
U početku Turci nisu sprječavali ispad kršćana. Po Hunjadiju i Kapistranu oni su ovo radili namjerno, a isto objašnjenje se nalazi i u turskim izvorima. Moguće je ipak da su Turci već tada počeli povlačenje. Ipak, ubrzo je uslijedio žestok turski protunapad. Križari su razbijeni, a Kapistran se spasio. Sâm Hunjadi nije sudjelovao u ovim borbama. U borbi je sudjelovao Mehmed II. koji je pokušavao spriječiti povlačenje svoje vojske. U ovom okršaju je i ranjen. Mnogi istaknuti Turci su izginuli. Među njima i rumelijski beglerbeg Karadža, koji je poginuo od topovske kugle prije turskog napada 21. srpnja, a u borbama ispred grada poginuo je zapovjednik janjičara, Hasan. U borbama oko Beograda janjičari su teško stradali.

### Povlačenje Turaka
Iako su stjerali kršćane u grad, Turci nisu imali snage osvojiti ga. Već poslije neuspjeha u noći između 21 i 22. srpnja, sultan se odlučio povući. Razlozi za povlačenje bili su veliki gubitci i pogibija nekih od najznačajnijih dostojanstvenika.
Prve pripreme za povlačenje izvršene su 22. srpnja. Ujutru su spaljene lađe na Dunavu, a potom je uništavano sve što se nije moglo ponijeti. Nije bilo moguće uništiti ili odnijeti sve što je prethodnih tjedana doneseno. Tijekom noći, 22. na 23. srpnja, cijela turska vojska se povukla. Turci su se trudili da njihovo povlačenje prođe nezapaženo kako bi izbjegli gonjenje. Zahvaljujući brzini kojom su se Turci evakuirali, kršćani su došli do bogatog plijena. Zaplijenjen je veliki broj topova.
Kapistran je želio krenuti u potjeru za Turcima, ali su protiv toga bili Silađi i Hunjadi, jer su znali da malobrojni kršćani ne bi mogli na otvorenom polju potući tursku vojsku, čak iako su se Turci povlačili. Manje grupe kršćana krenule su radi pljačke u gonjenje Turaka. Otimali su sve što su mogli, a najviše tegleću stoku.

## Posljedice
Vijest o kršćanskoj pobjedi širila se vrlo brzo. Mnogi su se ponadali da su zaustavljena turska osvajanja. Najznačajniji beogradski branitelji, Hunjadi i Kapistran, slali su pisma ugarskom kralju, papi, plemićima, Veneciji, milanskom vojvodi. Papa je vijest o pobjedi raznosio dalje pa je ona stigla i do etiopskog vladara. Vijest o pobjedi širili su i Dubrovčani. Papa je 6. kolovoz proglasio danom beogradske pobjede koji se trebao slaviti u cijelom kršćanskom svijetu. O značaju koji su suvremenici pridavali ovom događaju, pokazuje i veliki broj suvremenih izvora. Ni jedan događaj u srednjovjekovnoj beogradskoj povijesti nije zabilježen u tako velikom broju izvora.
Pobjedu kršćana obilježio je i gubitak najznačajnijih branitelja. Naime, u polurazorenom gradu došlo je do širenja raznih zaraznih bolesti. Kod Hunjadija su se prvi znaci kuge pojavili 4. kolovoza, a 6. kolovoza su se prvi simptomi pojavili i kod Kapistrana. Hunjadi je prebačen u Zemun gdje je nakon tjedan dana umro. Kršćani su izgubili čovjeka koji je cijeli svoj život posvetio borbi protiv Turaka, a Turci su dobili zadovoljštinu za pretrpljeni poraz — grad nisu osvojili, ali je njihov najveći protivnik bio mrtav. Kapistran je umro 23. listopada 1456. godine u Iloku. Prije kraja godine umro je i srpski despot Đurađ Branković, još jedna važna ličnost u balkanskoj politici prethodnih stoljeća.
Papinski legat Carvajal još uvijek se nadao u mogućnosti organiziranja križarskog rata i nastavljanja borbe protiv Turaka. Međutim, takav pothvat bio je nemoguć bez podrške plemića koji bi osigurali konjicu, a on takvu podršku nije imao. Križari su se u potpunosti razišli tek u prosincu 1456. godine. Značaj kršćanske pobjede sastoji se u privremenom zaustavljanju turskih osvajanja i daljnjeg prodora k zapadnoj Europi.